# Parmelia asiatica
Parmelia asiatica é uma espécie de líquen da família Parmeliaceae. Foi descrito cientificamente em 2011.